# Jane Eyre (mini-série, 1983)
Cet article concerne la mini-série de Julian Amyes. Pour la mini-série de Sandy Welch, voir Jane Eyre.
Pour les articles homonymes, voir Jane Eyre (homonymie).
Jane Eyre est une mini-série télévisée britannique réalisée par Julian Amyes, basée sur le roman Jane Eyre de Charlotte Brontë, composée de 8 épisodes d'environ une demi-heure. Elle a été diffusée pour la première fois le 9 octobre 1983 à la BBC.

## Synopsis
Après une enfance triste au pensionnat de Lowood, la jeune orpheline Jane Eyre est engagée à sa majorité comme gouvernante de la petite Adèle chez le riche Mr Rochester. Edward Rochester, homme ombrageux errant dans son immense demeure, ne tarde pas à être sensible aux charmes de Jane qui, à son tour, se sent attirée par ce personnage énigmatique. C'est bientôt une folle passion, jusqu'au moment où un lourd secret empêche ce mariage...

## Fiche technique
- Mise en scène : Alexander Baron
- Musique composée par Paul Reade
- Langue : Anglais
- Date de première diffusion : 9 octobre 1983
- Casting : Jenny Jenkins

## Distribution
- Jane Eyre : Zelah Clarke
- Jane Eyre enfant : Sian Pattenden
- Edward Rochester : Timothy Dalton
- Mrs Fairfax : Jean Harvey
- Mason : Damien Thomas
- Briggs : Colin Jeavons
- Wood : Lockwood West
- Grace Pool : Carol Gillies
- Bertha : Joolia Cappleman
- Leah : Eve Matheson

- Adèle : Blanche Youinou
- Blanche Ingram : Mary Tamm
- St. John Rivers : Andrew Bicknell
- Diana Rivers : Elaine Donnelly
- Mary Rivers : Morag Hood
- Helen Burns : Colette Barker
- Mrs Reed : Judy Cornwell
- John Reed : Alan Cox
- Eliza Reed : Emma Jacobs
- Eliza Reed enfant : Katharine Irwin
- Georgiana Reed enfant : Gemma Walker
- Mr. Brocklehurst : Robert James
- Bessie : Kate David
- Lady Lynn : Dorothea Phillips